# Рот, Шандор
Шандор Рот (венг. Róth Sándor, исп. Sandor Roth; 1896, Сатмар, Австро-Венгрия, ныне Сату-Маре, Румыния — 2 августа 1951, Мехико) — венгерский альтист. Отец актрисы Марты Рот.
Окончил Королевскую венгерскую академию музыки, ученик Енё Хубаи. В 1918 году вошёл в начальный состав струнного квартета под руководством своего соученика Енё Ленера и играл на альте в этом коллективе вплоть до его распада в 1942 году. Квартет Ленера считался одним из лучших камерных ансамблей межвоенной Европы, с 1923 года музыканты жили в Англии и гастролировали по всему миру. В 1927 году квартет был выбран для записи всех струнных квартетов Людвига ван Бетховена, по случаю столетия со дня смерти композитора. К 1939 г. американскими звукозаписывающими фирмами был распродан миллион различных записей квартета; в это же время, в связи с началом Второй мировой войны, все музыканты покинули Европу и отправились в турне по Южной и Северной Америке. Однако в 1942 г., накануне гастролей с бетховенским циклом в Мехико, произошёл конфликт между Ленером и тремя другими музыкантами (по утверждению И. Колодина, Ленер потребовал продолжительных репетиций, которые остальные участники квартета посчитали излишними). Вторая скрипка Йозеф Смиловиц, альтист Рот и виолончелист Имре Хартман остались в Мексике и продолжили выступать под названием Квартет Ленера, пригласив в качестве примариуса мексиканского скрипача Ихинио Рувалькабу.
Преподавал в Национальной консерватории Мексики скрипку и камерный ансамбль; среди его учеников Алехандро Каан и Лус Мария Пуэнте.